# Wellerlooi
Wellerlooi (Noord-Limburgs: De Loj) is een kerkdorp in het noorden van de Nederlandse provincie Limburg en maakt deel uit van de gemeente Bergen.
Intussen telt de woonkern 1.210 inwoners (2023).

## Geschiedenis
Hoewel reeds in de 17e eeuw een kapel in Wellerlooi stond waar missen werden opgedragen, werd het pas in de loop van de 19e eeuw een wat aanzienlijker nederzetting, ten gevolge van heide-ontginningen. In 1888 kwam de Sint-Catharinakerk tot stand en in 1894 werd Wellerlooi verheven tot parochie.
In de periode 1944-1945 werden in Wellerlooi verwoestingen aangericht, waarbij ook de kerk in puin werd geschoten. Na de Tweede Wereldoorlog werd Wellerlooi herbouwd.

## Bezienswaardigheden
- Sint-Catharinakerk, uit 1953
- Sint-Annakapel, een zestal kilometer ten zuidoosten van Wellerlooi, uit 1663.
- Sint-Annakapel op de hoek van de Catharinastraat en de Looierweg uit 1988.
- Sint-Antoniuskapel, een kapel bij de Sint-Catharinakerk uit 1917.

## Natuur en landschap
Wellerlooi is gelegen tussen de Maas en de rivierduinen van het Nationaal Park De Maasduinen, op een hoogte van ongeveer zeventien meter. De Wellse Heide (in het noorden) en Landgoed De Hamert (in het zuidoosten) zijn de belangrijkste landgoederen in dit park.

## Voorzieningen
Het dorp geniet toeristische bekendheid. Het fiets- en voetveer Wellerlooi-Blitterswijck heeft hier met haar 40.000 overzettingen op jaarbasis zeker aan bijgedragen. Inmiddels heeft het dorp diverse toeristische ondernemingen zoals een bed and breakfast, een 'Maasduinenlodge' en enkele boerderijcampings.

## Nabijgelegen kernen
Arcen, Twisteden, Well, Wanssum, Blitterswijck
Dorpen: Afferden · Nieuw Bergen · Siebengewald · Well · Wellerlooi

Buurtschappen en gehuchten: Aijen · Beekheuvel · Bergen · Bergsche Heide · Bleijenbeek · Bosscherheide · Elsteren · Gening · Groote Horst · Hengeland · Heukelom · Kamp · Kleine Horst · Knikkerdorp · Koekoek · Lakei · 't Leuken · Op de Belt · Rimpelt · Smal · Tuindorp · Vrij · Zeelberg